# Vertigo geyeri
Vertigo geyeri е вид коремоного от семейство Vertiginidae.

## Разпространение
Видът е разпространен в Австрия, Великобритания, Германия, Дания, Естония, Ирландия, Италия, Латвия, Литва, Норвегия, Полша, Румъния, Словакия, Словения, Финландия, Чехия, Швейцария и Швеция.